# Samuel S. Marshall

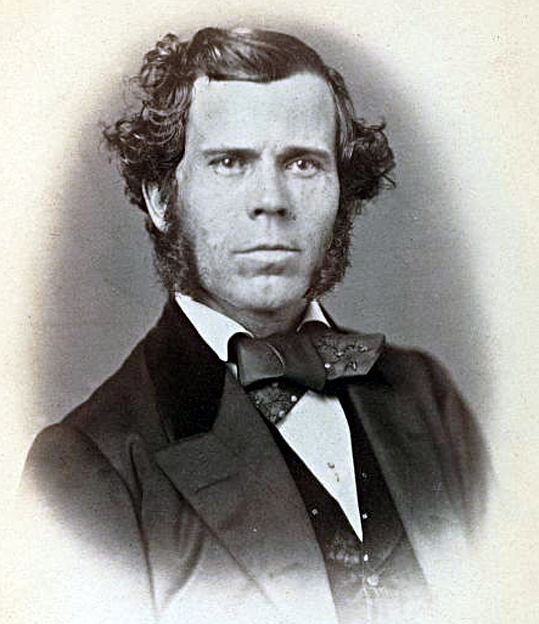
Samuel S. Marshall (1859)

Samuel Scott Marshall (* 12. März 1821 bei Shawneetown, Illinois; † 26. Juli 1890 in McLeansboro, Illinois) war ein US-amerikanischer Politiker. Zwischen 1855 und 1859 sowie von 1865 bis 1875 vertrat er den Bundesstaat Illinois im US-Repräsentantenhaus.

## Werdegang
Samuel Marshall besuchte sowohl öffentliche als auch private Schulen seiner Heimat. Danach absolvierte er das Cumberland College in Kentucky. Nach einem anschließenden Jurastudium und seiner 1845 erfolgten Zulassung als Rechtsanwalt begann er in McLeansburg in diesem Beruf zu arbeiten. Politisch wurde er Mitglied der Demokratischen Partei. In den Jahren 1846 und 1847 saß er als Abgeordneter im Repräsentantenhaus von Illinois. Danach war er bis 1848 Staatsanwalt im dritten Gerichtsbezirk von Illinois. Von 1851 bis 1854 und nochmals in den Jahren 1861 bis 1864 amtierte er als Bezirksrichter. In den Jahren 1860, 1864 und 1880 nahm er als Delegierter an den jeweiligen Democratic National Conventions teil.
Bei den Kongresswahlen des Jahres 1854 wurde Marshall im neunten Wahlbezirk von Illinois in das US-Repräsentantenhaus in Washington, D.C. gewählt, wo er am 4. März 1855 die Nachfolge von Willis Allen antrat. Nach einer Wiederwahl konnte er bis zum 3. März 1859 zwei Legislaturperioden im Kongress absolvieren. Diese waren von den Ereignissen im Vorfeld des Bürgerkrieges geprägt. Ab 1857 war er Vorsitzender des Committee on Claims.
1861 kandidierte Marshall erfolglos für den US-Senat. Im August 1866 war er Delegierter zur National Union Convention in Philadelphia. Bei den Kongresswahlen des Jahres 1864 wurde er im elften Distrikt seines Staates als Nachfolger von James Carroll Robinson erneut in den Kongress gewählt, wo er nach vier Wiederwahlen zwischen dem 4. März 1865 und dem 3. März 1875 fünf Legislaturperioden absolvieren konnte. Im Jahr 1874 wurde er nicht bestätigt. Zwischen 1865 und 1869 war die Arbeit des Kongresses von den Spannungen zwischen den Republikanern und Präsident Andrew Johnson überschattet, die in einem nur knapp gescheiterten Amtsenthebungsverfahren gipfelten. Zwischen 1865 und 1870 wurden der 13., der 14. und der 15. Verfassungszusatz ratifiziert.
Von 1875 bis 1880 fungierte Samuel Marshall als Vorstandsmitglied des Hamilton College. Er starb am 26. Juli 1890 in McLeansboro, wo er auch beigesetzt wurde.